# Reichskomisariatul Norvegiei
Reichskomisariatul Norvegiei (germană: Reichskommissariat Norwegen) a fost un regim civil instaurat de autoritățile naziste germane după invadarea Norvegiei pe 9 aprilie 1940. 
A fost guvernat de Josef Terboven. Ajutor pentru administrația nazistă a venit de la partidul Nasjonal Samling (Adunarea Națională) al lui Vidkun Quisling. Reichskomisariatul era administrat de la Oslo.